# Seselphisis visenda
Seselphisis visenda is een rechtvleugelig insect uit de familie sabelsprinkhanen (Tettigoniidae). De wetenschappelijke naam van deze soort is voor het eerst geldig gepubliceerd in 1912 door Bolívar.
1. ↑  (en) Seselphisis visenda op de IUCN Red List of Threatened Species.